# All Elite Wrestling
All Elite Wrestling, LLC, promowana skrótem AEW – amerykańska firma zajmująca się przede wszystkim organizowaniem widowisk i programów telewizyjnych związanych z wrestlingiem założona 1 stycznia 2019 przez przedsiębiorcę sportowego Tony’ego Khana. Siedziba AEW mieści się na stadionie EverBank, będącym domem drużyny Jacksonville Jaguars z National Football League, która należy do Shahida Khana. Najważniejszym corocznym wydarzeniem pay-per-view (PPV) jest All In.
AEW zostało założone 1 stycznia 2019 roku przez Tony’ego Khana z pomocą profesjonalnych wrestlerów Matta i Nicka Jacksonów, Cody’ego Rhodesa i Kenny’ego Omegi, którzy pełnili funkcję współwiceprezesów wykonawczych. Po podpisaniu kontraktu z WarnerMedia w maju AEW uruchomiło swój sztandarowy cotygodniowy serial telewizyjny Dynamite 2 października 2019 roku, który był emitowany na kanale TNT do 29 grudnia 2021 roku, a od 5 stycznia 2022 roku jest emitowany na kanale TBS. AEW produkuje inny cotygodniowy program telewizyjny, Collision (uruchomiony w czerwcu 2023 roku), a także programy sezonowe i regularne programy specjalne telewizyjne, taki jak Battle of the Belts. Wcześniej wyprodukowała cotygodniowy program telewizyjny Rampage (który był produkowany w sierpniu 2021 roku do grudnia 2024 roku) oraz serię streamingową Dark and Dark: Elevation, która była emitowana na YouTube do kwietnia 2023 roku; dodatkowo emituje wiele innych programów dostępnych wyłącznie na YouTube. Oprócz All In, największymi programami PPV AEW są All Out, Double or Nothing, Full Gear i Revolution, które są produkowane kwartalnie.
AEW po raz pierwszy rozszerzyło swoją działalność za granicą w październiku 2022 roku, kiedy to zorganizowało transmisję na żywo z Dynamite w Toronto w Kanadzie, a następnie nagranie Rampage następnej nocy w tym samym miejscu. Promocja zorganizowała swoje pierwsze PPV poza Ameryką Północną w sierpniu 2023 roku z All In London na stadionie Wembley, co również oznaczało debiut AEW w Wielkiej Brytanii.
Oprócz siostrzanej promocji ROH, która jest również własnością Tony’ego Khana, AEW współpracuje z kilkoma niezależnymi promocjami poza Stanami Zjednoczonymi, szczególnie w Meksyku i Japonii. W czerwcu 2022 roku odbyła się inauguracyjna impreza Forbidden Door PPV i supershow z japońską promocją New Japan Pro-Wrestling (NJPW) w Chicago; druga iteracja odbyła się w następnym roku w Toronto, co oznaczało pierwsze PPV AEW poza Stanami Zjednoczonymi i pierwsze tradycyjne PPV NJPW w Kanadzie.

## Historia

### Tło i formacja (2017–2019)
1 kwietnia 2017 Ring of Honor zorganizowała galę wrestlingu Supercard of Honor XI, którą na trybunach oglądało 3500 widzów. Głównym wydarzeniem była walka między drużynami The Young Bucks i The Hardy Boyz. Sukces gali zainspirował Cody’ego Rhodesa do zorganizowania wydarzenia, na które przyjdzie znacznie więcej osób. 16 maja dziennikarz specjalizujący się w dziedzinie wrestlingu Dave Meltzer został zapytany na Twitterze czy jego zdaniem możliwe jest, aby Ring of Honor zorganizowało galę, na którą przyjdzie 10 tysięcy widzów. Meltzer odpowiedział Nie w najbliższej przyszłości. Jedenaście minut później Cody Rhodes odpowiedział Przyjmuję zakład, Dave. Odkąd World Championship Wrestling przestała istnieć w 2001, żadna organizacja wrestlingu poza WWE nie zgromadziła tak licznej publiczności. 1 września 2018 Cody Rhodes zorganizował niezależną galę o nazwie All In. Udało mu się zgromadzić publiczność liczącą 11 263 osób. Na gali wystąpiło wiele popularnych niezależnych wrestlerów, a także mistrz NWA Nick Aldis, mistrz ROH Jay Lethal i zatrudniony wówczas przez WWE Chris Jericho. Pod koniec wydarzenia publiczność skandowała All in 2. Wkrótce Cody Rhodes zaczął sugerować, że na bazie sukcesu gali może powstać nowa organizacja wrestlingu.
W listopadzie 2018 zostały zarejestrowane prawa autorskie i znaki towarowe związane z powstającą firmą. All Elite Wrestling formowała się jako spółka z ograniczoną odpowiedzialnością z siedzibą na 1 TIAA Bank Field Drive w Jacksonville w stanie Floryda. Wówczas pod tym adresem znajdował się stadion TIAA Bank Field należący do Jacksonville Jaguars, jednej z drużyn NFL. Wśród nazw zarejestrowanych przez All Elite Wrestling były: AEW Double Or Nothing, AEW All Out, AEW, Tuesday Night Dynamite, ALL OUT, Double Or Nothing i All Elite Wrestling.
1 stycznia 2019 biznesmeni Shahid Khan i jego syn Tony Khan oficjalnie ogłosili powstanie firmy All Elite Wrestling. Shahid Khan oświadczył, że będzie głównym inwestorem, Tony Khan został prezesem, a wrestlerzy Matt Jackson, Nick Jackson i Cody Rhodes zostali wiceprezesami wykonawczymi.
7 lutego 2019 rozpoczęła się sprzedaż biletów na pierwszą galę organizacji – Double or Nothing. Bilety na to wydarzenie zostały wyprzedane w ciągu czterech minut. Tego samego dnia zapowiedziano partnerstwo z meksykańską organizacją Asistencia Asesoría y Administración. 8 maja ogłoszono, że na Double or Nothing zostaną wyłonieni pretendenci do nowo utworzonego mistrzostwa AEW World Championship, a gala będzie transmitowana na kanale ITV4.

### Wczesna historia i debiut TNT (2019–2020)
15 maja 2019 firmy All Elite Wrestling i WarnerMedia ogłosiły, że podpisały umowę na transmisję cotygodniowego, dwugodzinnego programu AEW na kanale telewizyjnym TNT. Jego transmisja, zgodnie z umową, miała się zacząć jeszcze w 2019 roku.
25 maja 2019 odbyła się pierwsza gala organizacji, Double or Nothing. Wyłoniono na niej pretendentów do głównego mistrzostwa organizacji. Byli to zwycięzca Casino Battle Royal Adam Page i zwycięzca walki wieczoru Chris Jericho, który pokonał Kenny’ego Omegę. Niespodziankami na gali były występy byłych mistrzów WWE: Breta Harta, który zaprezentował wygląd głównego pasa mistrzowskiego AEW i Jona Moxleya (występującego dotąd pod pseudonimem Dean Ambrose). Wystąpiła także nieaktywna zawodowo od kilku lat Awesome Kong.
24 lipca 2019 All Elite Wrestling ogłosiło, że w środę 2 października w telewizji TNT rozpocznie się emisja cotygodniowego programu AEW Dynamite. W sierpniu WWE, największa organizacja wrestlingu na świecie, ogłosiła, że jeden z ich programów, WWE NXT, również zmieni swój czas emisji na środy. Media spekulowały zamiar prowadzenia rywalizacji o oglądalność, podobną do tej, którą WWE prowadziło wcześniej z WCW (Monday Night Wars). Pierwszy posiadacz mistrzostwa AEW World Championship został wyłoniony 31 sierpnia 2019 na All Out, czwartej gali AEW. Był nim Chris Jericho. Pierwszy odcinek AEW Dynamite został wyemitowany 2 października 2019. Obejrzało go 1,409 miliona osób, co było najlepszym debiutem w telewizji TNT od pięciu lat. W tym odcinku została wyłoniona pierwsza mistrzyni kobiet Riho, która w walce o tytuł pokonała Nylę Rose. Tego samego dnia w telewizji USA Network debiutował program WWE NXT w formacie dwugodzinnym i na żywo. Media zaczęły nazywać rywalizację między dwoma programami Wednesday Night Wars (pl. Wojny Środowych Nocy). 8 października premiera miał drugi program All Elite Wrestling, AEW Dark, nadawany na YouTube, w którym emitowane są walki, które nie zostały ukazane w programie AEW Dynamite. 30 października 2019 w odcinku Dynamite został wyłoniony pierwszy tag team, który posiadał mistrzostwo drużynowe AEW World Tag Team Championship. Był to SoCal Uncensored.
15 stycznia 2020 roku WarnerMedia i AEW ogłosiły przedłużenie kontraktu Dynamite o wartości 175 milionów dolarów na TNT do 2023 roku oraz informację, że AEW uruchomi nadchodzący drugi cotygodniowy program telewizyjny, później ujawniony jako AEW Rampage.

### Skutki pandemii COVID-19 (2020–2021)
Ponieważ w marcu 2020 roku ogłoszono odwołanie i przełożenie innych wydarzeń sportowych, na AEW zaczął wpływać wybuch pandemii COVID-19 w Ameryce. Po zawieszeniu sezonu NBA 2019–2020 po pozytywnym wyniku testu na obecność wirusa u dwóch graczy, odcinek Dynamite z 18 marca odbył się bez widzów z Daily’s Place w Jacksonville na Florydzie. Tegoroczne Double or Nothing miało odbyć się 23 maja, ale 8 kwietnia MGM Grand Garden Arena ogłosiło, że z powodu pandemii odwołało wszystkie wydarzenia do 31 maja. W tamtym momencie od 12 marca w Nevadzie obowiązywał stan wyjątkowy, na mocy którego na czas nieokreślony zakazano wszelkich zgromadzeń publicznych. W odpowiedzi AEW ogłosiło, że Double or Nothing nadal będzie przebiegać zgodnie z planem, ale z Daily’s Place, a także z TIAA Bank Field na walkę wieczoru.
13 kwietnia gubernator Florydy Ron DeSantis uznał AEW, podobnie jak WWE, za istotną działalność o krytycznym znaczeniu dla gospodarki stanu i dodał wyjątek w ramach stanowego nakazu pozostania w domu dla pracowników „profesjonalnej produkcji sportowej i medialnej”, która jest zamknięty dla publiczności i ma widownię ogólnokrajową. W wywiadzie dla podcastu AEW Unrestricted Tony Khan stwierdził, że pandemia pozbawiła AEW milionów dolarów przychodów z wydarzeń na żywo.
AEW ogłosiło powrót fanów z biletami na wydarzenia na żywo 20 sierpnia zgodnie z wytycznymi Centers for Disease Control and Prevention (CDC), obejmującymi noszenie masek, zachowanie dystansu fizycznego i kontrolę temperatury. Począwszy od odcinka Dynamite z 27 sierpnia, pozwolili na zwiększenie pojemności do 10 procent w Daily's Place i do 15 procent, począwszy od tegorocznego All Out.
10 listopada 2020 roku promocja ogłosiła AEW Games, markę gier wideo firmy. AEW ujawniło, że w fazie tworzenia są trzy gry; AEW Casino: Double or Nothing i AEW Elite GM na urządzenia mobilne oraz AEW Fight Forever opracowane przez byłego twórcę WWE 2K, Yuke’s.
W przypadku gali Double or Nothing w systemie pay-per-view w maju 2021 roku, arena została powiększona do pełnej pojemności, co oznacza, że po raz pierwszy od marca 2020 roku AEW zorganizowało galę z udziałem pełnej publiczności.

### Powrót do tras na żywo i zakup ROH (2021–2022)
W maju 2021 roku AEW ogłosiło, że powróci do tras na żywo, zaczynając od specjalnego odcinka Dynamite zatytułowanego Road Rager 7 lipca w Miami na Florydzie, stając się z kolei pierwszą dużą promocją wrestlingu zawodowego, która wznowiła trasy na żywo podczas pandemii COVID-19. Road Rager był także pierwszym z czterotygodniowej trasy specjalnych odcinków Dynamite zwanych trasą „Welcome Back”, której kontynuacją był dwuczęściowy Fyter Fest odbywający się odpowiednio 14 i 21 lipca w Cedar Park i Garland w Teksasie, a następnie zakończyła się Fight for the Fallen 28 lipca w Charlotte w Karolinie Północnej. W czerwcu AEW ogłosiło, że odcinek Dynamite z 22 września będzie kolejnym odcinkiem specjalnym zatytułowanym Grand Slam i będzie debiutem AEW w Nowym Jorku, mieście znanym przede wszystkim jako terytorium macierzyste WWE, a także ich pierwszym pełnym wydarzeniu zorganizowanym na stadionie. Wydarzenie to stało się również najczęściej odwiedzanym wydarzeniem AEW, w którym wzięło udział ponad 20 000 widzów.
20 sierpnia 2021 CM Punk dołączył do AEW. Był to powrót Punka do wrestlingu po opuszczeniu WWE w 2014 roku.
2 marca w odcinku Dynamite Tony Khan ogłosił, że kupił Ring of Honor od Sinclair Broadcast Group, łącznie z aktywami marki, własnością intelektualną i biblioteką wideo. W komunikacie prasowym wydanym tej nocy wyjaśniono, że przejęcia dokonano za pośrednictwem podmiotu odrębnego od AEW i będącego w całości własnością Khana. Podczas dyskusji medialnej po PPV Revolution AEW 6 marca Khan ujawnił, że ostatecznie planuje prowadzić ROH oddzielnie od AEW, a także wskazał, że ROH może zostać wykorzystane jako brand rozwojowy dla AEW. 4 maja oficjalnie zakończono sprzedaż ROH Tony’emu Khanowi. Później w 2022 roku AEW promowało swoje pierwsze wydarzenia poza Stanami Zjednoczonymi, kiedy 12 października w Toronto w Ontario w Kanadzie zorganizowało transmisję na żywo Dynamite, a następnej nocy w tym samym miejscu odbyło się nagranie Rampage.

### Rozwój wydarzeń na żywo i transmisji (2022–obecnie)
Po gali pay-per-view All Out 2022, ówczesny panujący mistrz świata AEW CM Punk wykorzystał medialną dyskusję po PPV, aby wyrazić nietypowe skargi pod adresem wielu członków składu, w tym Colta Cabana, Adama Page’a i wiceprezesów wykonawczych AEW Kenny’ego Omegi i The Young Bucks. Po zakończeniu części scrumu z udziałem Punka, później wyszło na jaw, że Punk i jego przyjaciel Ace Steel wdali się w autentyczną bójkę z Omegą, Young Bucks i Christopherem Danielsem, podążając za Bucksami i Omegą wdzierającymi się do szatni tego pierwszego. Incydent został nazwany przez fanów i reporterów „Brawl Out”. W następstwie wszyscy zaangażowani zostali zawieszeni, Omega i Bucks zostali pozbawieni AEW World Trios Championship, a Punk został pozbawiony mistrzostw świata AEW. Kontrakt Steela został rozwiązany przez AEW miesiąc później, Bucks i Omega wrócili na Full Gear, a Punk powrócił w czerwcu następnego roku po przejściu operacji kontuzji po walce z Moxleyem.
1 lutego 2023 roku AEW ogłosiło, że rozszerzy swój harmonogram wydarzeń na żywo i rozpocznie występy typu house show w ramach serii występów zatytułowanej AEW: House Rules. Pierwsza impreza AEW House Rules odbyła się 18 marca w Hobart Arena w Troy w stanie Ohio. Przed wprowadzeniem House Rules, AEW zorganizowało tylko jeden house show zatytułowany The House Always Wins, który odbył się w Daily's Place w Jacksonville 9 kwietnia 2021 roku. 5 kwietnia 2023 roku firma AEW ogłosiła, że wskrzesi nazwę All In – do której Tony Khan nabył prawa po zakupie ROH - na potrzeby debiutu AEW w Wielkiej Brytanii, który odbędzie się 27 sierpnia 2023 r. na londyńskim stadionie Wembley.
17 maja 2023 roku AEW ogłosiło trzeci cotygodniowy program telewizyjny zatytułowany AEW Collision, którego pierwszy odcinek przedstawia powrót Punka do firmy i zdobycie przez Luchasaurusa mistrzostwa AEW TNT od Wardlowa. Program jest emitowany na żywo, z pewnymi wyjątkami, a jego premiera odbyła się w TNT w sobotę 17 czerwca 2023 roku.
W czerwcu 2023 roku AEW po latach prac wypuściło AEW Fight Forever. Gra zebrała mieszane recenzje, chwalono ją za styl rozgrywki arkadowej, ale krytykowano za ograniczoną prezentację, tryby i dostosowywanie.
W sierpniu 2023 roku AEW zorganizowało All In na stadionie Wembley, wydarzenie pay-per-view, które spotkało się z uznaniem krytyków; z liczbą płatnych widzów na żywo wynoszącą 72 265, stało się to jednym z najczęściej uczęszczanych wydarzeń w historii wrestlingu zawodowego. Wydarzenie to jest również godne uwagi jako ostatnie wydarzenie AEW CM Punka, ponieważ został on zwolniony z powodu przez Khana i Komisję Dyscyplinarną AEW po autentycznej kłótni za kulisami z Jackiem Perrym; Perry również został później zawieszony na czas nieokreślony.
Na zakończenie wydarzenia All In w Londynie AEW ogłosiło, że powróci na stadion Wembley 25 sierpnia 2024 roku, a sprzedaż biletów rozpocznie się 1 grudnia 2023 roku. Następnie All In odbyło się na stadionie Wembley zgodnie z planem, zbiegając się z sierpniowym weekendem świątecznym w Wielkiej Brytanii. Wydarzenie było godne uwagi ze względu na debiut w AEW byłego zapaśnika WWE Ricocheta, powrót brytyjskiej zapaśniczki Jamie Hayter, która pauzowała z powodu kontuzji od maja 2023 roku, pojawienie się byłego zapaśnika AEW Stinga oraz powrót angielskiego zapaśnika i pochodzącego z Londynu na ring Nigela McGuinnessa po przejściu na emeryturę w 2011 roku i późniejszym przejściu na color commentary.
2 października 2024 roku AEW i Warner Bros. Discovery (WBD) ogłosiły wieloletnie przedłużenie umowy; umowa utrzymuje istniejące programy AEW w TBS i TNT, ale dodaje prawa cyfrowe do platformy streamingowej WBD Max w Stanach Zjednoczonych. Począwszy od stycznia cotygodniowe programy telewizyjne AEW będą transmitowane jednocześnie w Max. Później w 2025 roku programy pay-per-view AEW będą również dostępne do zakupu i przesyłania strumieniowego w Max. Chociaż pozostaną dostępne za pośrednictwem dostawców telewizyjnych i innych platform, będą miały obniżoną cenę w Max, a Max będzie promowany jako główny dom programów pay-per-view AEW. Nowa umowa spowodowała również anulowanie piątkowego programu Rampage.

## Programy telewizyjne
| Nazwa         | Pierwszy odcinek    | Kanał lub platforma | Opis                                | Przypis |
| ------------- | ------------------- | ------------------- | ----------------------------------- | ------- |
| AEW Dynamite  | 2 października 2019 | TBS                 | Główny program All Elite Wrestling. | [ 20 ]  |
| AEW Collision | 17 czerwca 2023     | TNT                 | Druga telewizyjna tygodniówka AEW.  | [ 66 ]  |

### Nieistniejące programy
| Nazwa               | Pierwszy odcinek    | Ostatni odcinek  | Kanał lub platforma | Opis                                                                            | Przypis |
| ------------------- | ------------------- | ---------------- | ------------------- | ------------------------------------------------------------------------------- | ------- |
| AEW Dark: Elevation | 15 marca 2021       | 24 kwietnia 2023 | YouTube             | Pokazywał walki nagrywane przed AEW Dynamite które nie ukazały się w telewizji. | [ 67 ]  |
| AEW Dark            | 8 października 2019 | 25 kwietnia 2023 | YouTube             | Pokazywał walki nagrywane w Universal Studios Florida.                          | [ 23 ]  |
| AEW Rampage         | 13 sierpnia 2021    | 27 grudnia 2024  | TNT                 | Nagrywany dodatkowy program telewizyjny AEW.                                    | [ 65 ]  |

## Pasy mistrzowskie
| Mistrzostwo                     | Obecny mistrz(owie) | Obecny mistrz(owie)                                        | Panowanie          | Data zdobycia         | Dni | Dodatkowe informacje |
| ------------------------------- | ------------------- | ---------------------------------------------------------- | ------------------ | --------------------- | --- | --- |
| AEW World Championship          |                     | "Hangman" Adam Page                                        | 2                  | 12 lipca 2025(dts)    | 8 | Pokonał poprzedniego mistrza Jona Moxleya w Texas Deathmatchu na All In.                                                                                       |
| AEW TNT Championship            |                     | Dustin Rhodes                                              | 1                  | 12 lipca 2025(dts)    | 8 | Pokonał Daniela Garcię, Kyle’a Fletchera i Sammy’ego Guevarę w four-way matchu o zwakowany tytuł na All In.                                                    |
| AEW Continental Championship    |                     | Kazuchika Okada                                            | 1                  | 20 marca 2024(dts)    | 487 | Pokonał poprzedniego mistrza Eddiego Kingstona na odcinku Dynamite.                                                                                            |
| AEW International Championship  | 1                   | Kazuchika Okada                                            | 12 lipca 2025(dts) | 8                     | Pokonał poprzedniego mistrza Kenny’ego Omegę w Winner Takes All matchu unifikującego AEW Continental Championship i AEW International Championship w AEW Unified Championship na All In. | |
| AEW Unified Championship        | 1                   | Kazuchika Okada                                            | 12 lipca 2025(dts) | 8                     | Pokonał poprzedniego mistrza Kenny’ego Omegę w Winner Takes All matchu unifikującego AEW Continental Championship i AEW International Championship w AEW Unified Championship na All In. | |
| AEW World Tag Team Championship |                     | The Hurt Syndicate (Bobby Lashley i Shelton Benjamin)      | 1                  | 22 stycznia 2025(dts) | 179 | Pokonali poprzednich mistrzów Private Party (Marqa Quena i Isiaha Kassidy’ego) na odcinku Dynamite.                                                            |
| AEW World Trios Championship    |                     | The Opps (Samoa Joe, Powerhouse Hobbs i Katsuyori Shibata) | 1                  | 16 kwietnia 2025(dts) | 95 | Pokonali poprzednich mistrzów Death Riders (Claudio Castagnoliego, Wheelera Yutę i tymczasowego posiadacza tytułu Jona Moxleya) na Dynamite: Spring BreakThru. |
| AEW Women’s World Championship  |                     | "Timeless" Toni Storm                                      | 4                  | 15 lutego 2025(dts)   | 155 | Pokonała poprzednią mistrzynię Mariah May na Grand Slam Australia.                                                                                             |
| AEW TBS Championship            |                     | Mercedes Moné                                              | 1                  | 26 maja 2024(dts)     | 420 | Pokonała poprzednią mistrzynię Willow Nightingale na Double or Nothing.                                                                                        |